# Stara cerkvena slovanščina
Stára cerkvéna slovánščina (tudi stárocerkvénoslovánščina) je bila prvi slovanski knjižni jezik, ki sta ga v 9. stoletju oblikovala solunska misijonarja Ciril in Metod. Razvil se je iz govorice Slovanov na območju Makedonske regije in drugih tvorcev skozi čas (glej spodaj prispevek Karantancev).
Ta jezik se v ruščini in srbščini imenuje staroslovanski jezik (rusko старославя́нский язы́к / srbsko старословенски језик), v makedonščini staroslovenski jezik (makedonsko Старословенски јазик), v bolgarščini starobolgarski jezik (bolgarsko старобългарски език), v nemščini Altkirchenslawischesprache in v angleščini Old Church Slavonic. Paziti je treba, da se termin staroslovenščina ne zamenja s slovenskim terminom staroslovenščina, ki naznačuje najzgodnejšo obliko izpričane slovenščine, vključno z najzgodnejšim obdobjem slovenskega knjižnega jezika. Ker sta bila Jernej Kopitar in Fran Miklošič mnenja, da je slovenščina neposredna naslednica stare cerkvene slovanščine, lahko hitro pride do napak v pojmovanju staroslovanščine in staroslovenščine (slovenščina je ohranila le koren sloven-, koren slovan- pa je v 19. stoletju prevzet iz češčine; to je razlog, da starejših tvorjenk s korenom sloven- ne smemo vedno razumeti v današnjem smislu besede slovenski, ampak tudi kot slovanski; tudi izvirno poimenovanje se glasi językъ slověnьskъ'' s pomenom slovanski jezik).

## Zgodovina
Sredi 9. stoletja so Slovani s področja današnje Moravske in Slovaške oblikovali kneževino Velikomoravsko. Njeno ozemlje je postalo križišče vzhodnofrankovskih in bizantinskih interesov. Med vladavino kneza Rastislava v letih 846-870 je državo ogrožala frankovsko-bolgarska vojska. Rastislav se je odločil, da si bo pri reševanju izpod frankovskega vpliva na cerkvenem in državnem nivoju pomagal z Bizancem. Leta 862 je tako poslal bizantinskemu cesarju Mihaelu III. prošnjo za zavezništvo in za škofa, ki bi ustanovil samostojno moravsko cerkev. Bizantinsko zaupanje v Rastislava ni bilo zelo močno, zato so namesto škofa naslednjega leta poslali le zelo izobražena misijonarja, brata Cirila in Metoda. Izbrali so ju zaradi znanja vsaj enega slovanskih jezikov - prihajala sta iz Soluna v bližini Bolgarije, kjer sta se spoznala z jezikom te pokrajine. Ciril je bil znan po učenosti in govorniškem daru, Metod pa je imel velike državniške in organizacijske sposobnosti. 

Salzburški strokovnjak Otto Kronsteiner v Enciklopediji slovenske kulturne zgodovine na Koroškem opozarja na dejstvo, da je Cirilo-Metodova misija v Zolovarju ob Malem Blatnem jezeru (na današnjem Madžarskem), v okviru katere je bila prevedena Biblija v t.i. starocerkveno slovanščino, vključevala več "prevajalcev", med katerimi so bili tudi Karantanci in da so le-ti vnesli svoje predhodno prevedena in uporabljena besedila, ki so nastala ob pokristjanjevanje Karantanije sto let prej. In ti prevodi v tako pojmovano karantansko slovenščinoso jasno uporabljali landinščino oz. terminologijo, ki je bila v rabi na Salzburškem, od koder sta izvirala tako Virgil kot tudi Modest, saj je takrat pokrajina še v dobri meri imela ladinsko prebivalstvo. To se zrcali v številnih besedah ladinskega izvora v cerkveni rabi (npr. angel)
Pred odhodom je Ciril sestavil prvo slovansko pisavo, glagolico, in začel prevajati osnovne verske knjige v starocerkvenoslovanščino.